# Elio
Pour les articles homonymes, voir Elio (homonymie).
Série Classiques d’animation Pixar
Vice-versa 2
(2024) Jumpers
(2026)
Pour plus de détails, voir Fiche technique et Distribution.
Elio est un film d'animation en images de synthèse américain réalisé par Madeline Sharafian, Domee Shi et Adrian Molina et  sorti en 2025.

## Synopsis
Elio Solis, un garçon de onze ans qui est orphelin et n'arrive pas à se sentir bien sur Terre, répond à un message extraterrestre puis se retrouve transporté à travers la galaxie jusqu'à un vaisseau appelé Communiverse, où cohabitent diverses espèces extraterrestres. Il est alors pris pour le chef de la planète Terre et considéré comme tel comme un nouveau candidat pour intégrer le Communiverse.

### Synopsis détaillé
Elio est un garçon de 11 ans. Orphelin depuis la mort de ses parents, il vit sous la tutelle de sa tante Olga, une major de l'armée qui travaille au sein d'un programme de gestion de débris spatiaux en orbite autour de la Terre. Olga a abandonné son rêve de devenir astronaute pour élever Elio. Échappant à la vigilance de sa tante, il se promène dans une partie fermée d'un Musée de l'air et de l'Espace, et découvre une exposition sur Voyager 1, d'où naitra sa fascination pour la vie extraterrestre.
Quelques années plus tard, Elio souhaite se faire enlever par des extra-terrestres. Un soir, alors qu'il essaie de capter une transmission, il est découvert par Bryce, un passionné de radio. Il est rejoint par Caleb, un ami de Bryce, qui modifie sa radio et finit par la casser, ce qui met en rogne Elio, qui déclenche une bagarre. Elio doit rester deux semaines avec un patch à l'œil gauche. Sa tante le laisse dans son bureau, mais Elio échappe à sa vigilance quand il entend des collèges d'Olga parler d'extraterrestres. Il s'infiltre dans une réunion d'urgence, où le technicien radio et théoricien du complot Gunther Melmac prétend avoir capté un signal radio qui répond à la transmission de Voyager 1, et explique avoir rerouté les satellites pour envoyer une réponse. Olga ne le croit pas et le force à prendre une semaine de repos. Lorsque tout le personnel quitte la salle, Elio envoie un message, où il demande à se faire enlever, mais le message demande tellement de puissance que la base militaire tout entière est privée de courant. Excédée par son comportement, Elio est envoyé en camp de vacances militaire, où il y retrouve Bryce et Caleb.
Dans la soirée, alors qu'Elio tente une fois de plus de capter un signal, la bande de Caleb, déguisée en aliens, essaie de lui jouer un tour. Elio s'enfuit, la bande à sa poursuite. Il atteint la plage où il est rattrapé. Pendant ce temps, Olga reçoit une transmission extraterrestre répondant au message d'Elio. Juste au moment où Caleb veut frapper Elio, un vaisseau arrive et enlève Elio.
À l'intérieur du vaisseau spatial, il rencontre Ooooo, un superordinateur liquide, qui lui donne un traducteur inter-espèce avant de l’accueillir dans le Communivers où chaque extraterrestres partagent les connaissances de leur monde entre eux pour l’améliorer. D'autres ambassadeurs le déclarent à tort comme candidat à l'ambassade de la Terre, pensant qu'il a créé le vaisseau spatial Voyager. Avant qu'Elio ne puisse clarifier, ils assistent à une réunion d'urgence avec le seigneur de la guerre Hylurgien, Grigon, le chef d’une race extraterrestre conquérants. Il promet de revenir attaquer le Communiverse pour avoir rejeté sa candidature à cause de son coté impulsive. Les ambassadeurs prévoient de s’enfuir et de ramener Elio sur Terre, mais le garçon se porte volontaire pour parlementer avec le seigneur Grigon afin d’intégrer Communiverse. Ooooo crée un clone d'Elio pour couvrir son absence sur Terre. Olga ramène l'autre Elio du camp à la maison après avoir appris l’agression de la nuit dernière.
Pendant ce temps, Elio tente de négocier avec Grigon, mais après l'avoir involontairement mis en colère sur un sujet personnel, il est emprisonné. Elio réussit à s’échapper de sa cellule, en chemin, il rencontre le fils attentionné de Grigon, Glordon, et décide de l'utiliser comme monnaie d'échange pour obliger Grigon à se rendre. Ils retournent au Communiverse, et Grigon accepte sur son honneur de les laisser en paix en échange de la restitution de Glordon en toute sécurité. Sur Terre, Olga s’intéresse sur l’étrange comportement serviable de l’autre Elio et découvre plus tard que c’est un clone.
Elio et Glordon se confient ; Elio se sent seul et incompris par sa tante, tandis que Glordon est terrifié à l’idée de devenir une machine de guerre comme son père. Elio décide de créer un clone de Glordon. Il cache le vrai Glordon sur une vaisseaux et donne à Grigon le clone. Grigon comprend vite que c’est un clone du fait qu’il soit trop complaisant et oblige la sénatrice Questa à lire dans l'esprit d’Elio pour trouver Glordon. Grigon envoie des troupes pour retrouver son fils, tandis que Questa, attristé par la tromperie d'Elio, le ramène sur Terre pour échapper à Grigon. Pendant ce temps, Glordon active accidentellement la navette, se dirigeant vers la Terre.
De retour sur Terre, Elio est dévasté, mais voit bientôt sa tante sur la plage à sa recherche avec l’autre Elio. Après s'être réconciliés, ils se rendent vers la base militaire, où la navette contenait Glordon a été saisie par le Pentagone et la Nasa. l’autre Elio se sacrifie pour distraire l'armée, tandis qu'Elio et Olga se faufilent dans la base pour trouver Glordon en train de mourir de froid dans la navette. Ils font décoller le vaisseau et 
Atteignent l’espace mais rencontre des problèmes de débris spatiaux qui tourne en orbite et qui les empêche d’atteindre le Communiverse. Ils contactent Bryce puis Melmac afin d’esquiver les débris.
Elio et Olga réussissent à atteindre le Communiverse qui est pris en otage par les Hylurgiens et remet un Glordon mourant à son père, qui sort de sa carapace robotique en l’a déchirant pour emmailloter Glordon, lui sauvant la vie. Grigon s'excuse auprès de son fils et des ambassadeurs, tandis qu'Elio est de nouveau recruté dans le Communiverse. Elio refuse, déclarant que sa vie est sur la Terre avec Olga et il leur dit au revoir. Questa lui rappelle qu'il n'est jamais seul avant de le renvoyer, lui et Olga, sur Terre. Quelque temps plus tard, Elio est devenu ami avec Bryce et ils travaillent ensemble pour utiliser une radio amateur pour contacter Glordon.

## Fiche technique
Sauf indication contraire, les informations mentionnées dans cette section peuvent être confirmées par les bases de données cinématographiques  présentes dans la section « Liens externes ».
- Titre original et français : Elio
- Réalisation : Madeline Sharafian, Domee Shi et Adrian Molina
- Scénario : Julia Cho (en), Mark Hammer et Mike Jones, avec la contribution de Jesse Andrews et Hannah Friedman (en), d’après une histoire d'Adrian Molina, Madeline Sharafian, Domee Shi et Julia Cho
- Musique : Rob Simonsen
- Montage : Anna Wolitzky et Steve Bloom
- Production : Mary Alice Drumm
  - Production exécutive : Pete Docter et Lindsey Collins
  - Production associée : Alice Clendenen
- Société de production : Pixar Animation Studios
- Société de distribution : Walt Disney Studios Motion Pictures
- Pays de production :  États-Unis
- Langue originale : anglais
- Genre : animation, science-fiction
- Durée : 98 minutes
- Dates de sortie : 
  - États-Unis : 20 juin 2025
  - France : 18 juin 2025
  - Belgique : 24 septembre 2025
  - Suisse romande : 22 octobre 2025

## Distribution
Sauf indication contraire, les informations mentionnées dans cette section peuvent être confirmées par les bases de données cinématographiques  présentes dans la section « Liens externes ».

### Voix originales
- Yonas Kibreab : Elio Solis
- Zoe Saldaña : la major Olga Solis
- Jameela Jamil : l'ambassadrice Questa
- Matthias Schweighöfer : l'ambassadeur Tegmen
- Brandon Moon : l'ambassadeur Helix
- Naomi Watanabe : l'ambassadrice Auva
- Brad Garrett : lord Grigon
- Shirley Henderson : OOOOO
- Remy Edgerly : Glordon
- Ana de la Reugera : l'ambassadrice Turais
- Anissa Borrego : l'ambassadrice Mira
- Brendan Hunt : Gunther Melmac
- Dylan Gilmer : Bryce
- Jake Getman : Caleb

### Voix françaises
- Nathan Dupont : Elio Solis
- Zita Hanrot : la major Olga Solis
- Noé Richard : Glordon
- Emmanuel Jacomy : le seigneur Grigon
- Caroline Victoria : l'ambassadrice Questa
- Faustine Legrand : OOOOO
- Alban Lenoir : l'ambassadeur Tegmen
- Michel Voletti : l'ambassadeur Hélix
- Jessica Monceau : l'ambassadrice Auva
- Caroline Espargilière : l'ambassadrice Turais
- Clara Quilichini : l'ambassadrice Mira
- Jamy Gourmaud : Gunther Melmac
- Esteban Hernandez Sanchez : Bryce
- Oscar Douieb : Caleb
- Florine Orphelin : la navette diplomatique
- Annie Le Youdec : la narratrice du musée
- Antonella Colapietro : le colonel Markwell
- Denis Laustriat : le mode d'emploi universel
- Aude Saintier : l'ambassadrice Naos
- Mathis Richard : Trevor
- François Raison : la voix off

 Source et légende : version française (VF) sur RS Doublage et Disney France.

## Production

### Développement
Le 9 septembre 2022, lors de la D23 Expo, Pixar a annoncé un nouveau film intitulé Elio, avec Adrian Molina prêt à réaliser. Cela aurait marqué le premier long métrage de Molina en tant que réalisateur solo après avoir co-réalisé et co-écrit Coco. En même temps, Molina et Drumm ont parlé du film en aidant à poser la question : "Et si je vous disais que nous ne sommes pas seuls dans l'univers, et que tout ce que vous avez jamais entendu sur les extraterrestres est vrai ?" Peu de temps après, l'annonce est venue avec un problème d'écran planifié et un message avec un texte extraterrestre disant : "Amenez-nous à votre chef." Le 12 juin 2024, Pete Docter a révélé que la réalisatrice Domee Shi, précédemment connu d’avoir réalisé son premier film Alerte rouge, travaillait sur le film. Elle a été officiellement annoncée comme nouvelle réalisatrice lors de l'événement des fans de D23 le 9 août 2024 aux côtés de Madeline Sharafian. Adrian Molina quittant le film pour travailler sur Coco 2, bien qu'il conserverait apparemment son crédit de réalisateur.

### Casting
Le 9 septembre 2022, lors de la D23 Expo, America Ferrera et Yonas Kibreab ont été annoncées pour avoir joué les rôles principaux de voix d'Olga Solis et de son fils Elio, respectivement. Le 13 juin 2023, avec la sortie de la première bande-annonce, Jameela Jamil et Brad Garrett ont rejoint la distribution des voix du film. Ferrera quittera le film en août 2024 en raison de conflits d'horaire. Le personnage d'Olga étant réécrit en tant que tante d'Elio est interprété par Zoe Saldaña. Le 21 novembre 2024, avec la sortie de la deuxième bande-annonce et de l'affiche, Remy Edgerly et Shirley Henderson ont rejoint le casting vocal du film en tant que Glordon et OOOOO, respectivement.

### Animation et design
Elio marque le dernier film Pixar du designer de production vétéran, Harley Jessup, qui a collaboré avec la superviseure des effets visuels, Claudia Chung Sanii, pour créer le look de Communiverse. L'objectif était de créer une version de l'espace différente de toute autre mise à l'écran. Un composé de qualités translucides et luminescentes et d'une gravité vaguement définie pour accueillir les différentes espèces extraterrestres. Jessup a fait référence au processus créatif que les deux ont conçus pour régler le look comme le "projet universitaire". La réalité virtuelle et la macrophotographie dans des réservoirs d'eau ont été utilisées dans le processus, avec une photo d'essai enregistrée dans un verre à boire lors d'une fête du studio Pixar. Un autre plan a vu de l'huile et de l'eau mises dans un bol en verre qui repose sur une feuille de paillettes et de paillettes.
Pour les extraterrestres, l'équipe a recherché des plantes et des animaux microscopiques pour capturer une ambiance étrange mais crédible. La conception de Glordon en particulier a été influencée par les insectes larve et les créatures microbiotiques comme le tardigrada. Les plus grands défis avec le personnage étaient de trouver un équilibre entre mignon et effrayant, et de le rendre expressif sans yeux. Le superviseur de l'animation, Jude Brownbill, a déclaré que le design et la personnalité contrastés de Glordon étaient essentiels pour le faire fonctionner. OOOOO, un super ordinateur liquide et changeant de forme était un défi particulier pour les artistes techniques en raison de ses effets dyamiques. Sa fluidité a été définie par des tests d'animation 2D. Le gréement facial et les techniques apprises de la série Gagné ou Perdu ont été exploités.
Le nouvel ensemble d'outils d'éclairage Luna a permis à l'équipe du film de définir l'éclairage et la caméra en même temps, et d'identifier l'esthétique au début de la production. Dans l'animation CG, l'éclairage est traditionnellement la dernière étape des visuels, contrairement à l'action en direct où la caméra et l'éclairage se font simultanément. Sanii a déclaré à propos de la technologie : "Nous avons eu ce pré-alpha d'un regard sur cela, et c'est à ce moment-là que nous avons découvert que cet univers pouvait vraiment fonctionner : toute la luminance et la translucidité que Harley y mettait".

## Sortie
Le film devait initialement sortir en 2024, mais en octobre 2023, le film a été reporté en été 2025 en raison en partie de la  grève SAG-AFTRA 2023. Selon Pete Docter, le retard du film était dû en partie à la grève SAG-AFTRA de 2023 ainsi qu'au changement de direction sur ce film et d'autres projets chez Pixar. En février 2025, Elio a été reporté d'une semaine plus tard pour éviter la concurrence avec Dragons[réf. nécessaire].

## Accueil

### Accueil critique
En France, le site Allociné propose une moyenne de 3,4⁄5, fondée sur l'interprétation de 25 critiques de presse.

### Box-office
| Pays ou région    | Box-office        | Date d'arrêt du box-office | Nombre de semaines |
| ----------------- | ----------------- | -------------------------- | ------------------ |
| États-Unis Canada | 30 362 894 $      | en cours                   | 1                  |
| France            | 1 179 177 entrées | en cours                   | 8                  |
| Total mondial     | 81 237 643 $      | en cours                   | 1                  |